# Kim Yun-man
Kim Yun-man (kor. 김 윤만; ur. 25 lutego 1973 w Kyungki-do) – południowokoreański łyżwiarz szybki, srebrny medalista olimpijski oraz mistrz świata.

## Kariera
Największy sukces w karierze Kim Yun-man osiągnął w 1995 roku, kiedy podczas mistrzostw świata w wieloboju sprinterskim w Milwaukee zdobył złoty medal. W zawodach tych wyprzedził bezpośrednio dwóch Japończyków: Hiroyasu Shimizu i Yasunoriego Miyabe. W 1992 roku wystartował na igrzyskach olimpijskich w Albertville, zdobywając srebrny medal w biegu na 1000 m. Uległ tam jedynie Niemcowi Olafowi Zinke, a trzecie miejsce zajął Yukinori Miyabe z Japonii. Brał także udział w igrzyskach w Lillehammer w 1994 roku i rozgrywanych cztery lata później igrzyskach w Nagano, ale nie zdobył żadnego medalu. Kilkanaście razy stawał na podium zawodów Pucharu Świata, odnosząc przy tym cztery zwycięstwa. W sezonie 1994/1995 był drugi w klasyfikacji końcowej PŚ na 1000 m, przegrywając tylko z Yukinorim Miyabe.